# 荷包蛋星系
荷包蛋星系，又名NGC 7742，是一個位於飛馬座的螺旋星系，屬於第二型西佛星系（Seyfert galaxy），距離地球大約7,500萬光年。
由於在星系的光譜中，其中間核心特別光亮，形成一個類似荷包蛋的形狀，這是該星系擁有高度離子化原子的證據。
天文學家已經在荷包蛋星系發現2顆II型超新星：SN 1993R及SN 2014cy。

## 相關網站
- 螺旋星系 NGC 7742